# L'Abandon d'Ariane

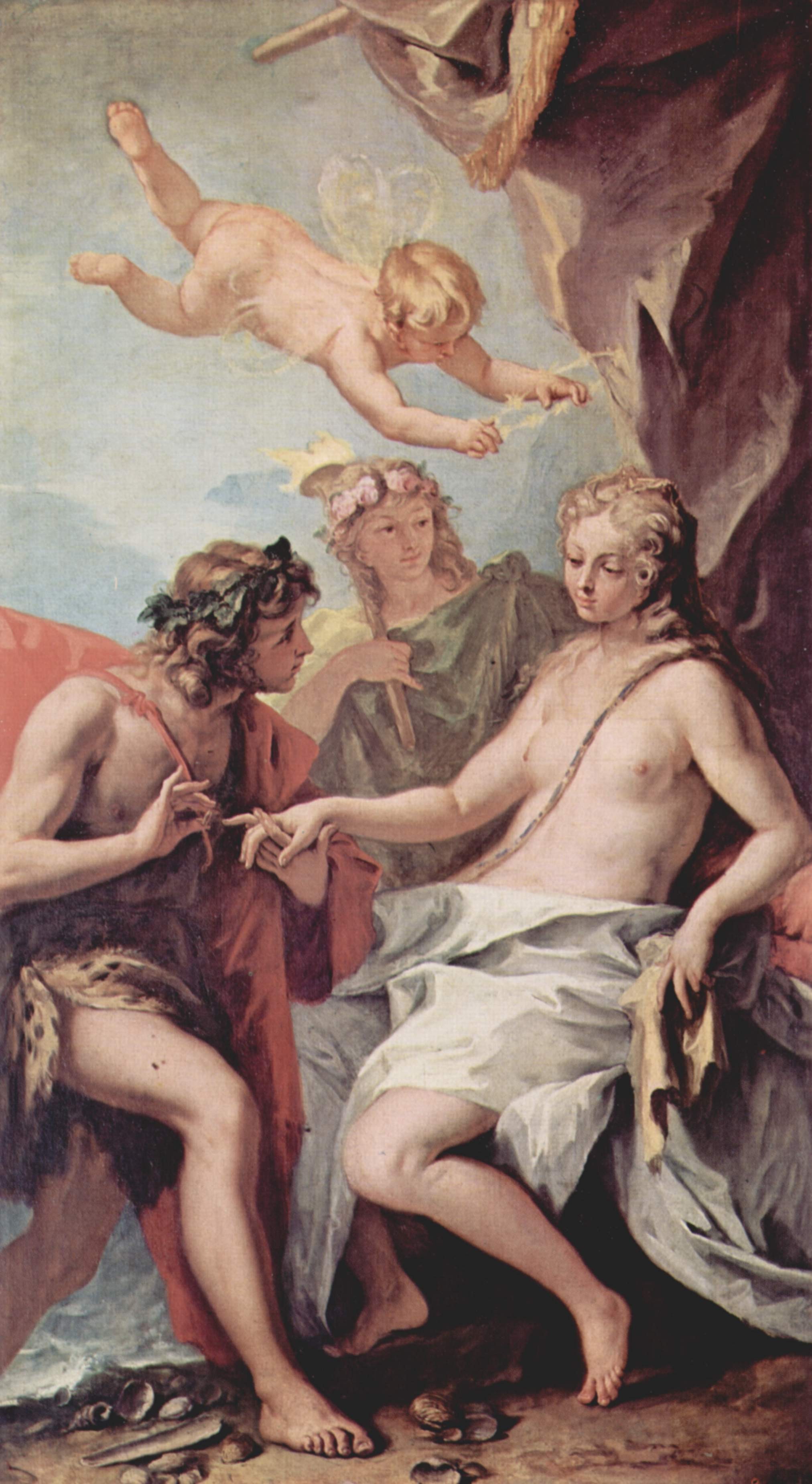
Dionysos et Ariane, Sebastiano Ricci (1713)

L'Abandon d'Ariane op. 98 (en allemand Die Verlassene Ariadne) est un opéra en un acte de Darius Milhaud sur un livret en français d'Henri Hoppenot s'inspirant de la mythologie grecque. C'est le second des trois Opéras-Minutes de Milhaud. Cet opéra est composé entre L'Enlèvement d'Europe op. 94 et  La Délivrance de Thésée op 99, sur des livrets d'Henri Hoppenot (1891–1977), un diplomate français. Ils durent à eux trois environ 27 minutes.

## Création
La première de la trilogie - L'Enlèvement d'Europe, L'Abandon d'Ariane et La Délivrance de Thésée  - a lieu au Hessisches Staatstheater à Wiesbaden, en Allemagne, le 20 avril 1928. Ces représentations sont faites en allemand avec une traduction de Rudolph Stephan Hoffmann.

## Personnages
| Role                        | Voix    | Acteurs lors de la première le 20 avril 1928 (chef d'orchestre : Joseph Rosenstock) |
| --------------------------- | ------- | ----------------------------------------------------------------------------------- |
| Ariane, princesse de Crète  | soprano |                                                                                     |
| Dionysos, dieu du vin       | baryton |                                                                                     |
| Phèdre, jeune sœur d'Ariane | soprano |                                                                                     |
| Thésée, ancien héros        | ténor   |                                                                                     |
| Bacchantes, marins, chœurs  |         |                                                                                     |